# Gliese 687

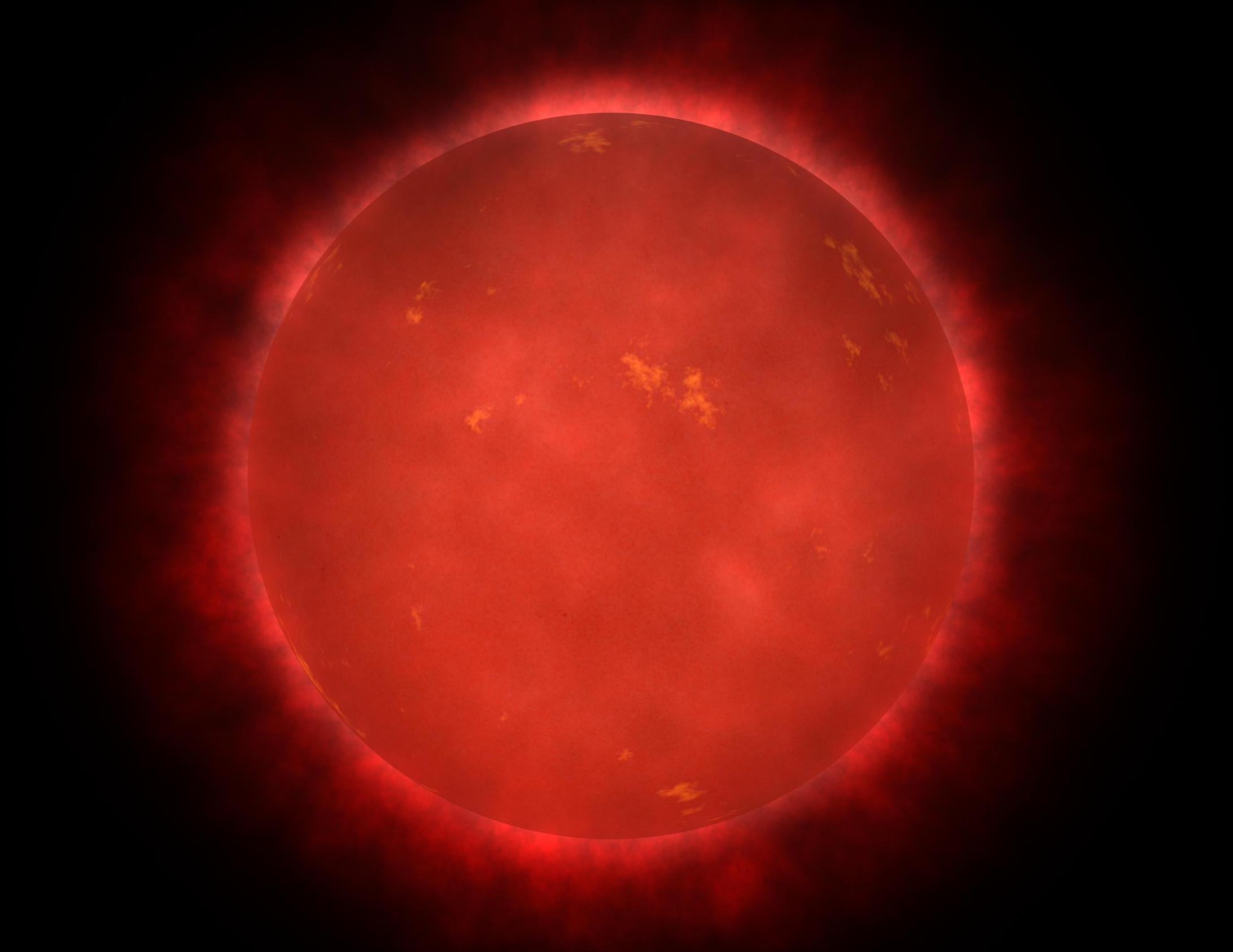
Imagem ilustrativa de Gliese 687.

Gliese 687, ou GJ 687 (Gliese–Jahreiß 687), é uma estrela anã vermelha localizada na constelação de Draco. Esta é uma das estrelas mais próximas do Sol, ela encontra-se a uma distância aproximada em torno de 14,7 anos-luz. Apesar dela está próxima da Terra, esta estrela tem uma magnitude de cerca de 9, por isso só pode ser vista através de um telescópio de tamanho moderado. Gliese 687 tem um alto movimento próprio, avançando 1,304 segundos de arco por ano através do céu. Ela tem uma velocidade relativa líquida de cerca de 39 km/s. É conhecida por hospedar um exoplaneta com massa semelhante a massa de Netuno.

## Propriedades
Gliese 687 tem cerca de 40% da massa do Sol e cerca de 50% do raio solar. Em comparação com o Sol, que tem uma proporção ligeiramente maior de elementos com números atômicos mais elevados do que o hélio. Parece ter uma rotação de 60 dias. Ela exibe nenhum excesso de radiação infravermelha que indicaria que poeira a orbita.

## Sistema planetário
Esta estrela é conhecida por ter um planeta em sua órbita, o Gliese 687 b, com uma massa equivalente a 19 massas terrestres (o que a torna comparável a massa de Netuno), ele tem um período orbital de 38,14 dias e possui uma baixa excentricidade orbital.